# Frankimetoden

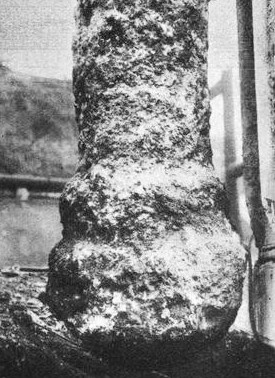
Pålfot på en utgrävd frankipåle.

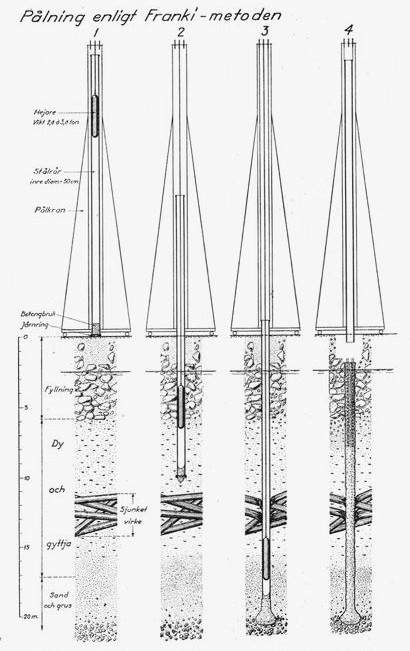
Grundläggning vid Slussen i Stockholm enligt Frankimetoden.

Frankimetoden är en typ av grundförstärkning med hjälp av pålning som utvecklades av den belgiske ingenjören och uppfinnaren Edgard Frankignoul (1882–1954) på 1900-talets början och patenterades 1909. Frankimetoden användes i Sverige första gången på 1930-talet vid grundförstärkning av Slussen i Stockholm.

## Metoden
Metoden används när grunden består av fyllnadsmassor, dy, sand, sten och liknade och bygger på idén att en betongpåle gjuts på platsen samtidigt under den pågående pålningen. Utgångsläget är ett långt stålrör (15 till 20 meter) med 50 centimeter diameter och 3 centimeter godstjocklek som ställs vertikalt på marken med en pålningsmaskin (pålkran). Sedan fylls 60 till 70 centimeter lös betong i röret som stampas fast av en nedfallande tung hammare (fallhejare) som kan väga upp till fyra ton. På det viset uppstår en ”betongpropp” i stålröret. Friktionen mellan betongproppen och röret blir så stor att proppen i stället för att slås ut ur röret, drar detta med sig allt djupare ner i marken. Stora stenar, virke och annat hindrande material krossas vid neddrivningen så att röret tränger igenom besvärliga jordlager, som skulle vara omöjligt att penetrera med färdiggjutna pålar.
När röret har slagits ner till fast botten dras det sakta upp igen, samtidigt påförs ny betong under tryck. Längst ner uppstår en stor betongklump (pålfot), däröver en oarmerad betongpelare till en höjd av cirka sju meter under marken. Resterande del utgörs av en pelare i armerad betong.

## Användning
Frankignouls pålningsmetod blev mycket framgångsrik och redan i slutet på 1920-talet fanns 34 dotterföretag världen över. På 1960-talet hade Franki-Gruppen filialer i 44 länder. Stora byggprojekt där frankimetoden kom till användning var bland annat Operahuset i Sydney och talrika byggnader i Brasília.
Metoden kom i Sverige första gången till användning vid bygget av Slussen i Stockholm 1931–1935 och utfördes av det belgiska specialföretaget Pieux Armés Frankignoul, från Liège. Både Karl Johansslussen och stora delar av trafikanläggningen Slussen står på frankipålar. Det var frankipålningen som sedermera skulle visa sig vara undermåligt och förorsakade tidigt sättningar i anläggningen. Allt tyder på att man inte kom så långt ner som man ville med stålrören. När de drogs upp kollapsade betongpelaren på grund av instabila jordlager.